# Kelly McCormick
Kelly Anne McCormick (Anaheim, 13 de febrero de 1960) es una deportista estadounidense que compitió en saltos de trampolín. Es hija de la también saltadora Patricia McCormick.
Participó en dos Juegos Olímpicos de Verano en los años 1984 y 1988, obteniendo dos medallas, plata en Los Ángeles 1984 y bronce en Seúl 1988. Ganó dos medallas de oro en los Juegos Panamericanos, en los años 1983 y 1987.

## Palmarés internacional
| Juegos Olímpicos     | Juegos Olímpicos              | Juegos Olímpicos  | Juegos Olímpicos |
| Año                  | Lugar                         | Medalla           | Prueba           |
| -------------------- | ----------------------------- | ----------------- | ---------------- |
| 1984                 | Los Ángeles (Estados Unidos)  | Medalla de plata  | Trampolín 3 m    |
| 1988                 | Seúl (Corea del Sur)          | Medalla de bronce | Trampolín 3 m    |
| Juegos Panamericanos |                               |                   |                  |
| Año                  | Lugar                         | Medalla           | Prueba           |
| 1983                 | Caracas (Venezuela)           | Medalla de oro    | Trampolín 3 m    |
| 1987                 | Indianápolis (Estados Unidos) | Medalla de oro    | Trampolín 3 m    |